# James Abdnor
James Abdnor (Kennebec, 1923. február 13. – Sioux Falls, 2012. május 16.) az Amerikai Egyesült Államok szenátora (Dél-Dakota, 1981–1987).

## Élete
A második világháború alatt az Egyesült Államok hadseregében szolgált. 1945-ben a Nebraskai Egyetemen szerzett diplomát. 1957 és 1969 között Dél-Dakota állam szenátusának a tagja volt.1969–70-bent Dél-Dakota kormányzóhelyetteseként tevékenykedett.
1972-ben republikánusként beválasztották az Egyesült Államok Képviselőházába. 1981 és 1987 között az Egyesült Államok Szenátusának a tagja volt. 1980-ban a demokrata George McGovernt győzte le, míg 1986-ban Tom Daschle ellen veszített.